# Noatak (fiume)
Il Noatak (in inupiaq Nuataam Kuuŋa) è un fiume degli Stati Uniti d'America, che scorre nella parte nord-occidentale dello stato dell'Alaska.

## Descrizione

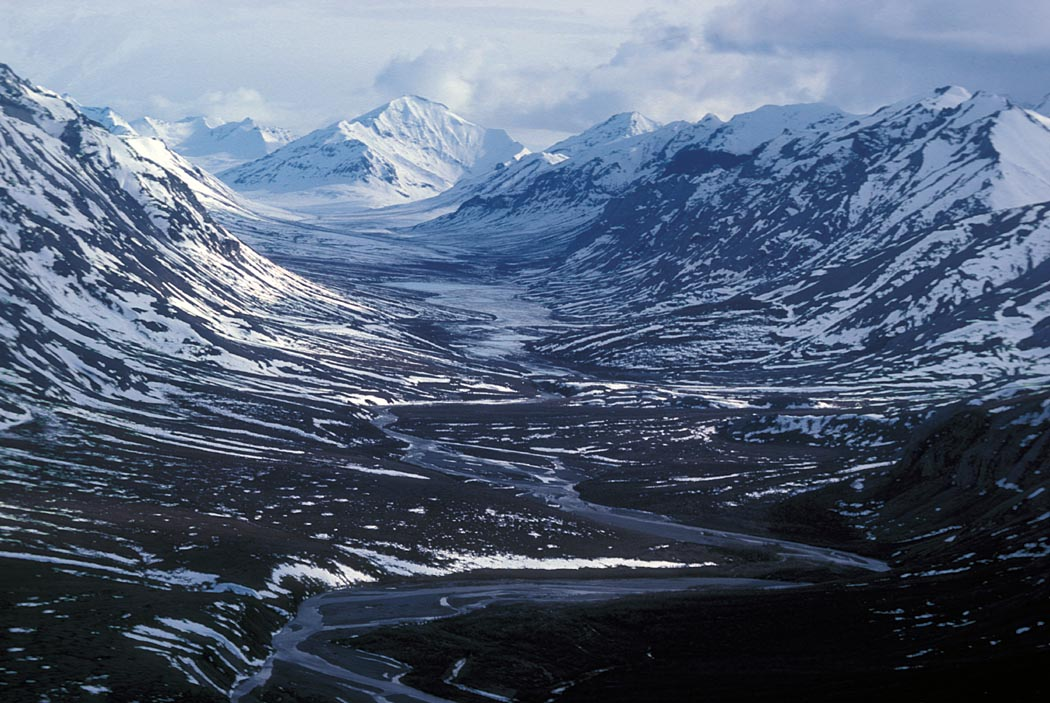
Il Noatak in una valle glaciale.

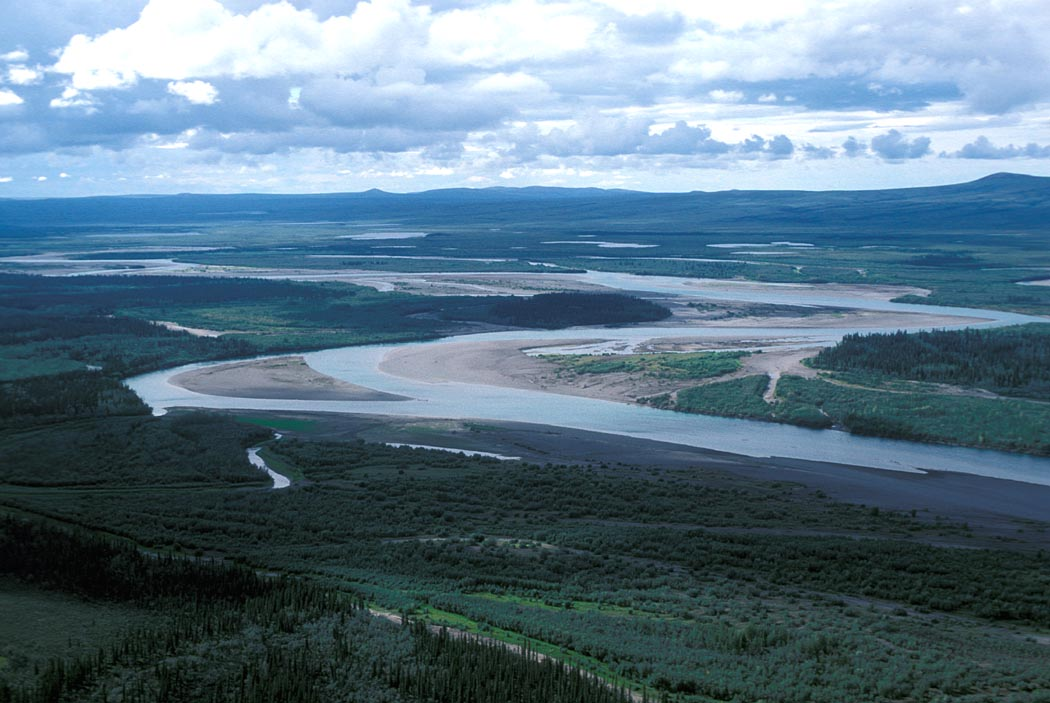
Il corso medio del fiume.

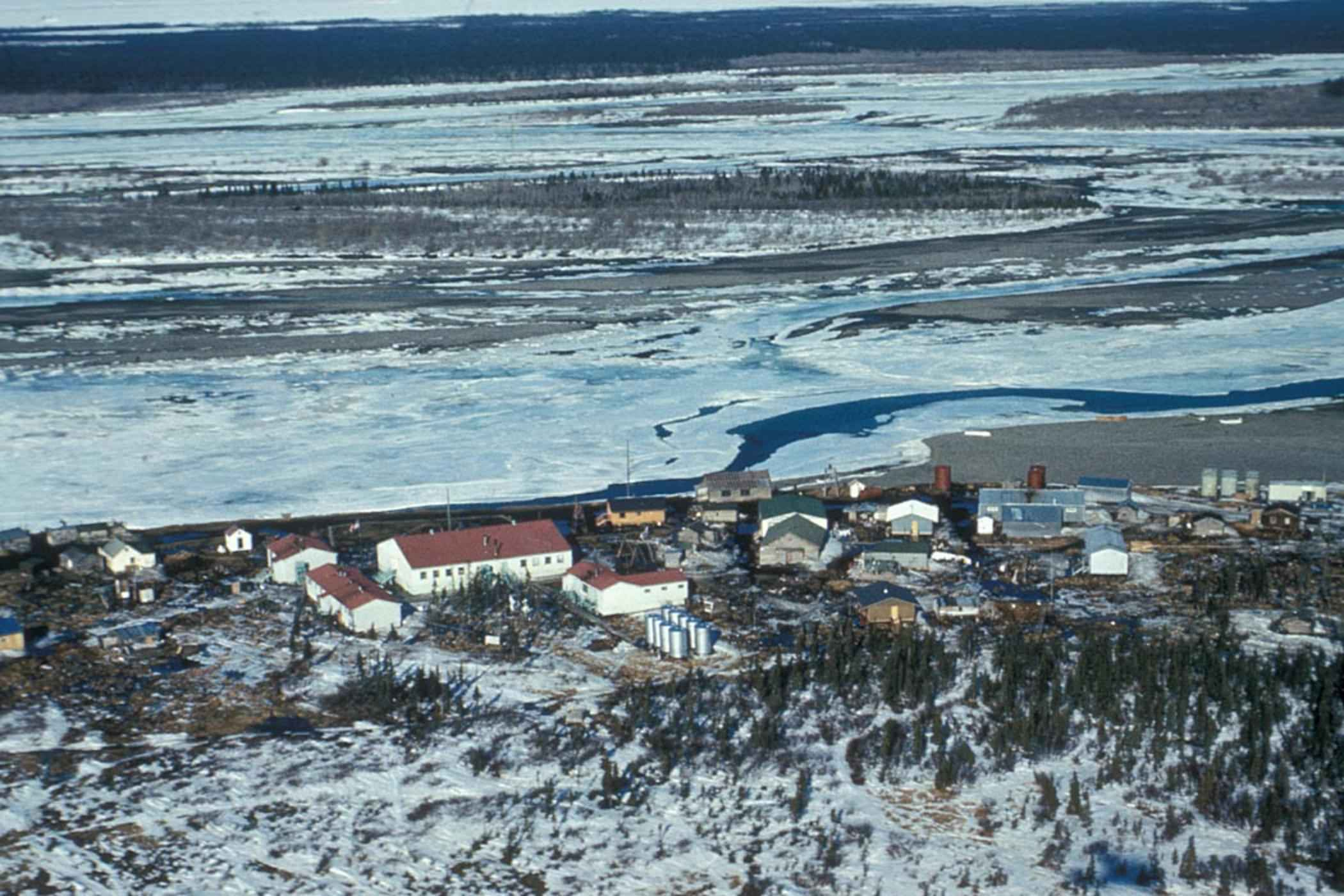
Il villaggio di Noatak.

Il Noatak nasce sul fianco settentrionale del monte Igikpak, facente parte del gruppo dei monti Schwatka all'interno della più vasta catena dei monti Brooks. Il fiume scorre prevalentemente verso ovest e sfocia dopo 684 km in un braccio (Hotham Inlet) dell'insenatura di Kotzebue Sound, nel mare dei Ciukci, una sezione del Mar Glaciale Artico.
Il corso del fiume si sviluppa interamente a nord del circolo polare artico. La quasi totalità del proprio bacino fluviale è sotto tutela ambientale: il corso superiore scorre all'interno del parco nazionale e riserva Gates of the Arctic, per proseguire più a valle all'interno del Riserva nazionale Noatak, il cui perimetro coincide con lo spartiacque del fiume. Sono esclusi dal regime di tutela solo gli ultimi 145 km del corso del fiume, dove sorge la cittadina di Noatak, l'unico insediamento permanente lungo il corso del fiume.
Con 26300 km², quello del Noatak è il più grande bacino fluviale protetto degli Stati Uniti. Nel 1976 l'UNESCO ha designato l'area come riserva della biosfera, designazione revocata nel 2017.
Diversi fiumi confluiscono nel Noatak; tra questi si citano Eli (145 km), Kugururok (97 km), Anisak (95 km), Agashashok (80 km), Kelly (72 km), Aniuk (70 km), Cutler (70 km) e Nimiuktuk.
Dal 2 dicembre 1980, i 530 km compresi tra le sue sorgenti del Noatak e il fiume Kelly nella Riserva nazionale Noatak furono inseriti nel  National Wild and Scenic Rivers System, il programma creato dal governo degli Stati Uniti per preservare i corsi d'acqua contraddistinti da particolare valore naturalistrico, culturale e ricreativo.

## Flora e fauna

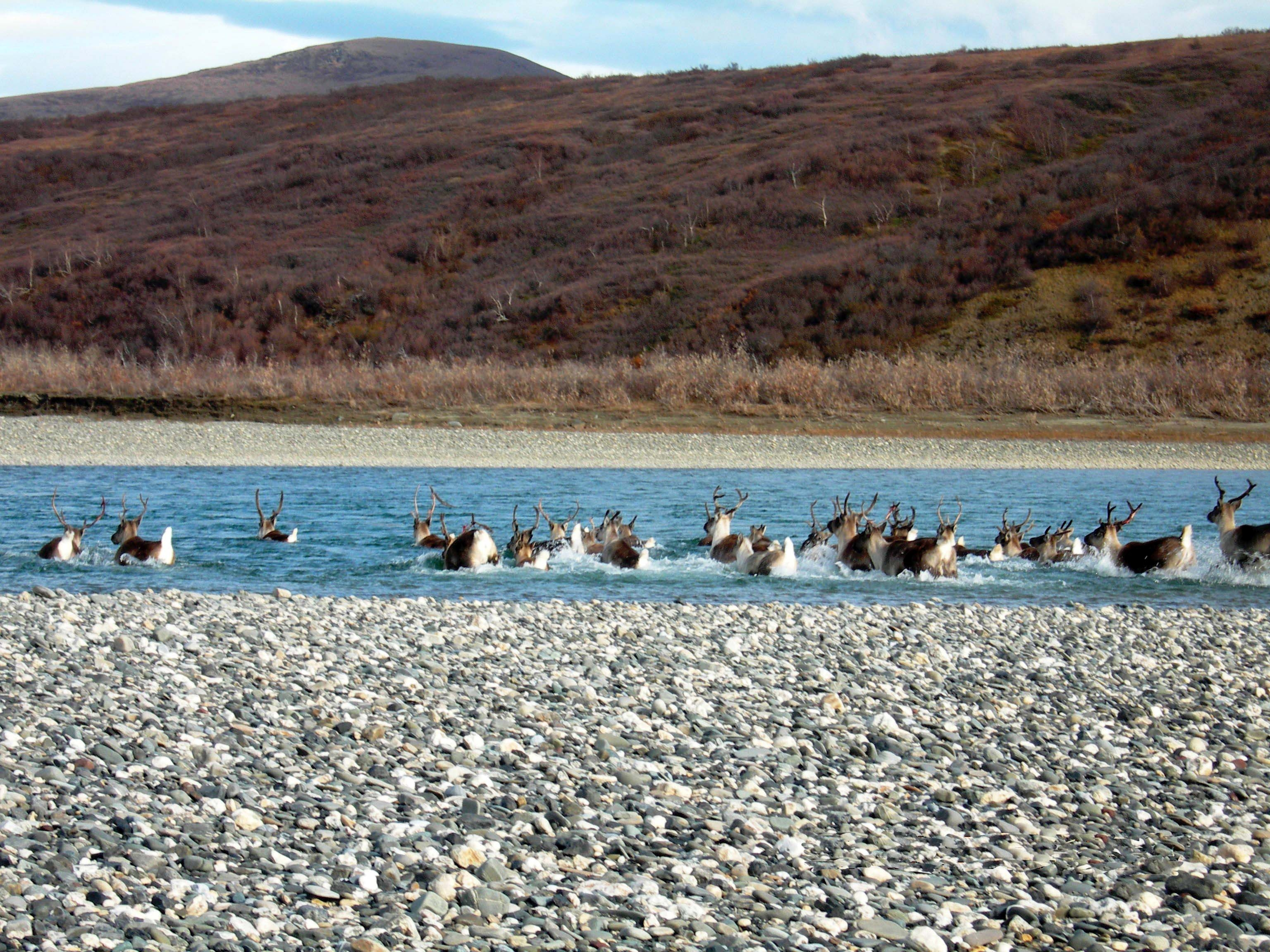
Caribou attraversano il fiume.

La vegetazione lungo il Noatak comprende prevalentemente tundra e foresta boreale nelle valli e tundra alpina sui rilievi, caratterizzata da salici, ericacee e muschi. Nelle zone pedemontane abbondano Eriophorum, Betula nana e Alnus. I pecci sono gli alberi predominanti delle foreste della regione.
Nel bacino del fiume vivono diverse specie di grandi mammiferi, tra cui il caribou, l'alce, l'ariete di Dall, l'orso bruno, il lupo grigio, la volpe, la lince, diversi mustelidi, il castoro e il topo muschiato. Nelle acque del fiume e dei suoi affluenti sono presenti il salmerino alpino e il temolo artico.

## Origine del nome
Il fiume venne chiamato Inland River dal chirurgo della Royal Navy John Simpson in una sua mappa del 1853, apparentemente come traduzione della parola inuit Nunulak. Il termine Nunatak può anche significare "nuova terra" o appartenente alla terra".

## Galleria d'immagini

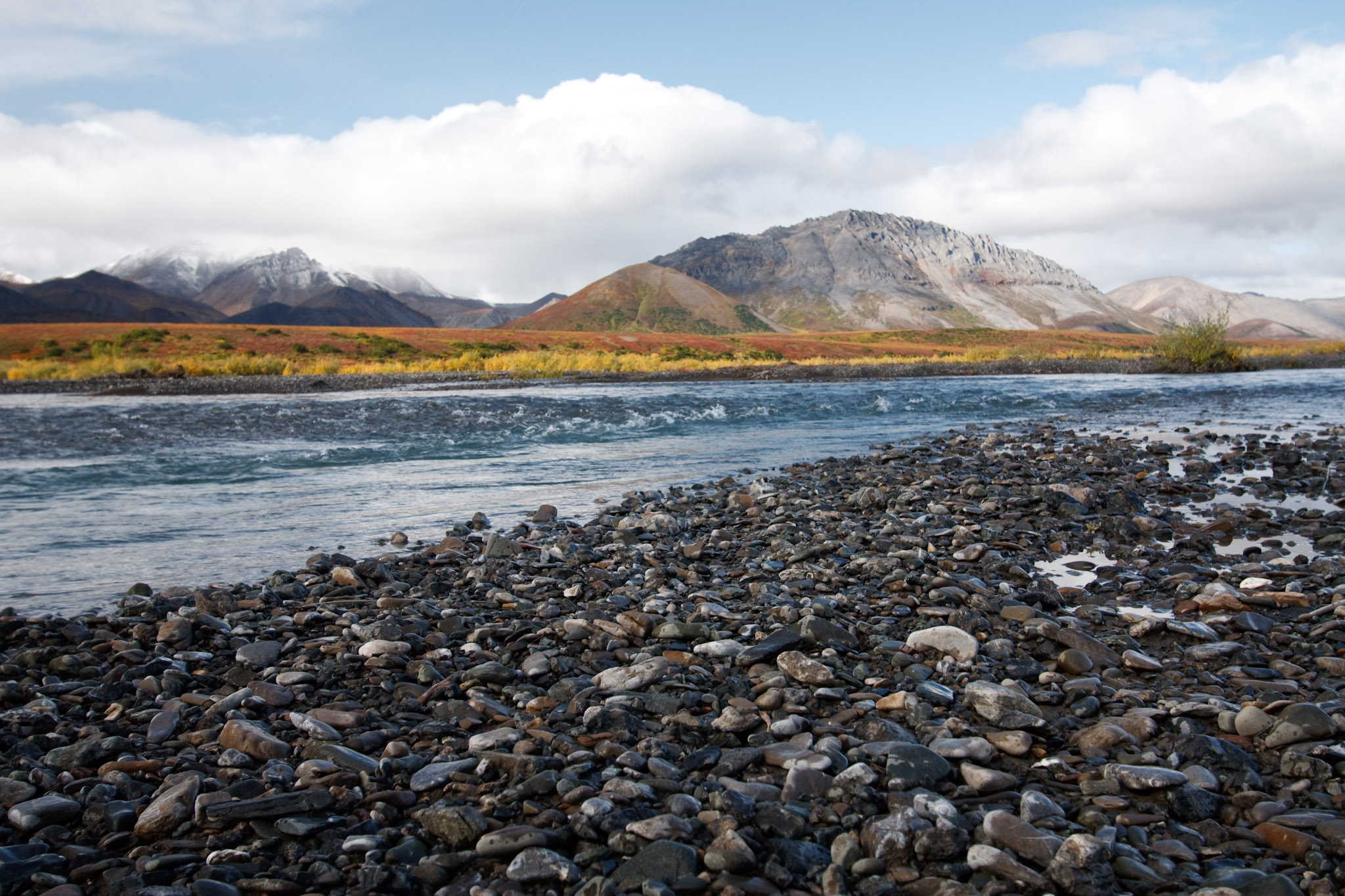
Una vista del Noatak d'estate.
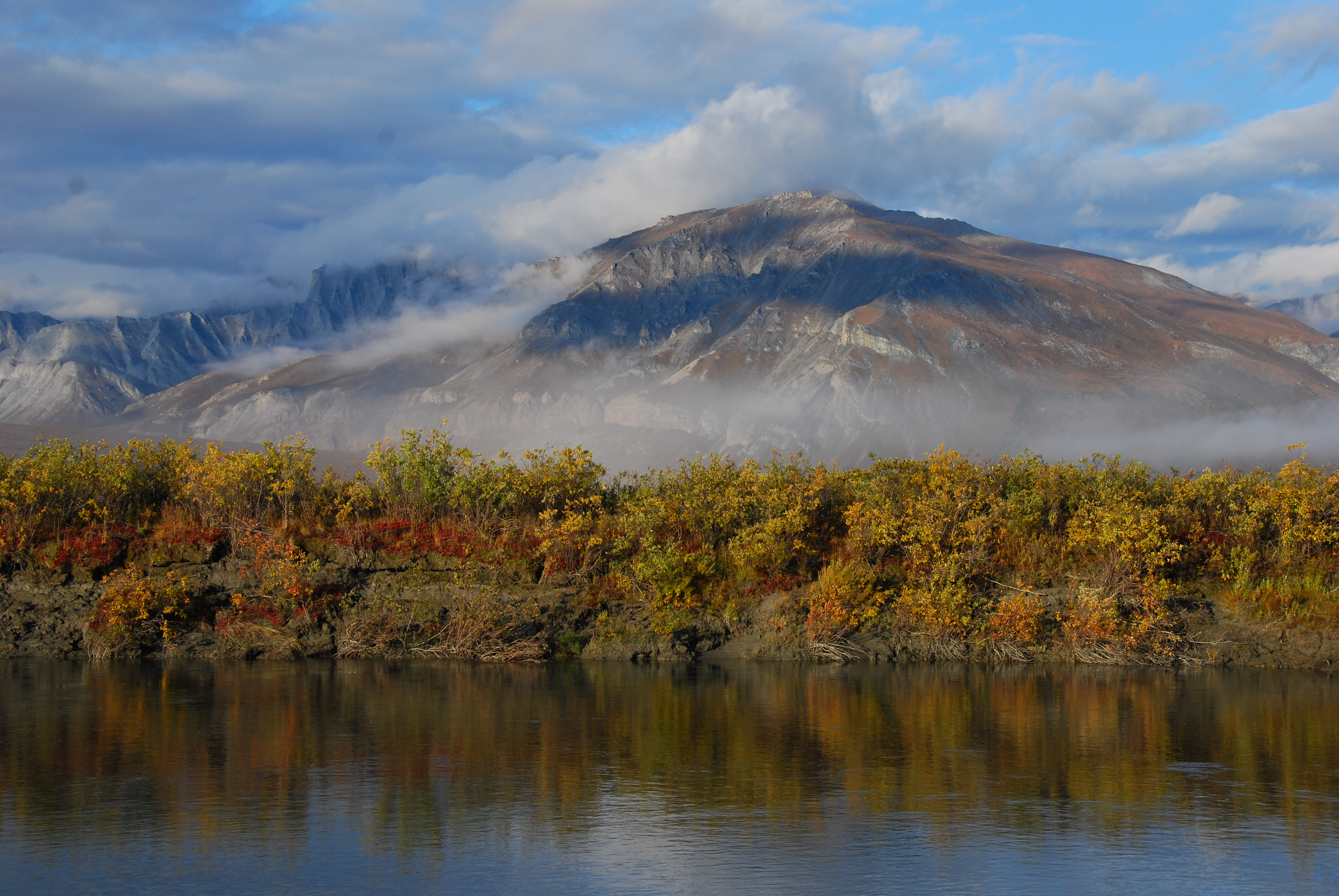
Una sponda del fiume in una mattina d'estate.
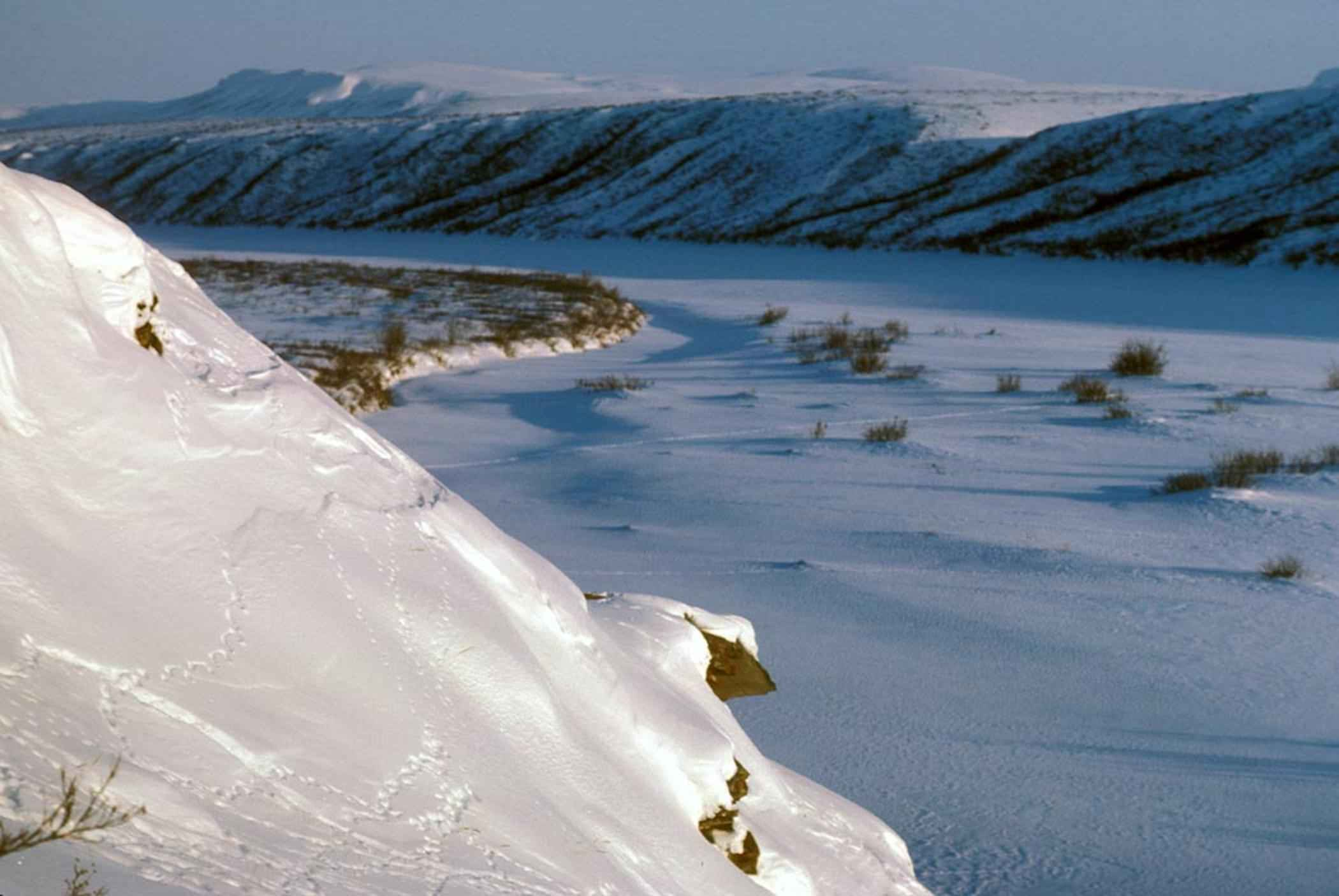
Il fiume innevato d'inverno.